# 한국PR학회
한국PR학회는 Public Relations에 관련되는 이론과 실제의 연구와 발표 및 교육, 국내외 관련기관 및 업계와의 협력 및 교류를 통하여 대한민국의 PR 발전에 기여함과 동시에 상호간의 친목을 도모함을 목적으로 1997년 5월 20일 설립된 대한민국 문화체육관광부 소관의 사단법인이다.

## 주요 사업
- PR의 이론과 실무에 관련된 연구
- 회지, 회보 및 연구도서의 간행
- 이론과 실제의 발표회 및 강연회 개최
- 본 학회와 목적을 같이하는 국내외 단체와의 교류
- PR 발전을 위한 교육 및 연구 활동
- 기타 본 학회의 목적 달성에 필요한 사업